# Umm Haratajn (As-Suwajda)
Umm Haratajn (arab. أم حارتين) – wieś w Syrii, w muhafazie As-Suwajda. W 2004 roku liczyła 574 mieszkańców.